# Autovie Venete
Autovie Venete, con sede legale a Trieste, è stata una società esercente concessionaria di diverse tratte autostradali del nord-est. Da gennaio 2020 viene rimpiazzata da Società Autostrade Alto Adriatico e dal 1º luglio 2023 le infrastrutture gestite da Autovie Venete passano alla Società Autostrade Alto Adriatico.

## Storia
La società fu costituita nel 1928, la Regione Autonoma Friuli-Venezia Giulia dal 1963 ne è il maggior azionista. Dal 2020 presidente è l'ex deputato e avvocato Maurizio Paniz.
Dal 1º luglio 2023 le infrastrutture gestite da Autovie Venete passano alla Società Autostrade Alto Adriatico e Autovie Venete ne confluisce, già dal 2020 parte del suddetto gruppo.

## Infrastrutture gestite
La rete autostradale in concessione ad Autovie Venete era sviluppata per una lunghezza totale di circa 210 km e comprendeva le seguenti tratte:
- A4 (Autostrada Serenissima) Torino - Trieste, nel tratto dall'interconnessione est con l'A57-tangenziale di Mestre sino alla fine (innesto con la NSA56 nei pressi di Sistiana);
- A57-tangenziale di Mestre dal km 16,2 al km 26,7;
- A23 (Autostrada Alpe-Adria), nel tratto Palmanova-Udine sud;
- A28, Portogruaro-Pordenone-Conegliano;
- A34, Villesse-Gorizia;
- SS676 (Tangenziale sud di Udine) dal km 3,760 al km 6,442.

## Soci
- Friulia S.p.A. - 72,966867%
- Regione del Veneto  - 4,833609%
- infrastrutture CIS S.r.l. - 4,288990
- Cassa di Risparmio del Friuli Venezia Giulia S.p.A. - 2,340946
- Banca Popolare FriulAdria S.p.A. - 1,967837
- UniCredit S.p.A. - 1,873201
- Finanziaria BCC Sviluppo Terr. FVG S.r.l. - 1,701019
- Generali Italia S.p.A. - 1,642339
- Banca Nazionale del Lavoro S.p.A. - 1,013851
- Banca Popolare di Vicenza S.p.A. in L.C.A. - 0,995335
- Banca Popolare di Cividale S.c.p.A. - 0,976153
- Regione Autonoma Friuli Venezia Giulia - 0,899735
- Intesa Sanpaolo S.p.A. - 0,763461
- Allianz S.p.A. - 0,715777
- Banca Monte dei Paschi di Siena S.p.A. - 0,591080
- A4 holding S.p.A. - 0,419674
- Comune di Venezia - 0,282045
- Provincia di Venezia - 0,272247
- Camere di Commercio, Industria, Artigianato e Agricoltura di Venezia - 0,079885
- Zenone Soave & Figli S.r.l. - 0,066305
- Provincia di Treviso - 0,029010
- Italcementi S.p.A. - 0,013444
- Comune di Gorizia - 0,012961
- Comune di Jesolo -  0,008529
- Comune di San Donà di Piave - 0,003800
- Eni Fuel S.p.A. - 0,003008
- Comune di San Stino di Livenza - 0,002233
- Del Fabbro & Associati S.r.l. - 0,001984
- Fiera Trieste S.p.A. in liquidazione - 0,001975
- Alessandro Billitz successori S.r.l. - 0,000432
- Pirelli Tyre S.p.A. - 0,000411
- DSV S.p.A. - 0,000099
- Automobile Club Italiano Trieste - 0,000059
- Mariani Costruzioni Generali S.r.l. in liquidazione - 0,000041
- A.S.P.T. - astra  - 0,000040
- Finanziaria internazionale holding S.p.A. - 0,000016
- Gaslini sviluppo S.r.l. - 0,000008
- privati vari  - 0,266048
- azioni proprie - 0,965545

Dati riferiti al 07 giugno 2018